# Lilla Ängsholm
Lilla Ängsholm är en ö i Finland. Den ligger i Finska viken och i kommunen Esbo i den ekonomiska regionen  Helsingfors i landskapet Nyland, i den södra delen av landet. Ön ligger nära Helsingfors.
Öns area är 2,5 hektar och dess största längd är 320 meter i nord-sydlig riktning.